# Saison 3 de Femmes de loi
Cet article présente le guide de la troisième saison de la série télévisée Femmes de loi.

## Épisode 1:Tableau de chasse
- Scénariste(s) : Jean-Claude Schineizer
- Réalisateur(s) : Benoît d'Aubert
- Diffusion(s) : 
  -  France : 8 septembre 2003
- Le début :

Fabien Duroc, patron de l'auberge du Chêne Vert est abattu au cours d'une balade dans la forêt de Fontray. La première idée des Femmes de loi est que la victime aurait succombé à un banal accident de chasse mais elles vont très vite orienter leur enquête vers la société du Grand Bois, organisatrice d'une grande battue aux sangliers ce jour-là, et en particulier vers son président Jacques Ranval, un notable local qui aurait peut-être un mobile plausible…

## Épisode 2:Les Beaux Quartiers
- Scénariste(s) : Jean Falculete
- Réalisateur(s) : Benoît d'Aubert
- Diffusion(s) : 
  -  France : 3 novembre 2003
- Le début :

Monsieur Delamarre, riche homme d'affaires habitant les beaux quartiers est retrouvé mort à son domicile, étouffé par un sac plastique et attaché sur une chaise. Le lieutenant Marie Balaguère part sur la piste du "gang des saucissoneurs", des voleurs qui s'introduisent dans les belles villas, attachent les propriétaires et volent des objets de valeur. Mais Elisabeth n'est pas de cet avis et commence à se poser de sérieuses questions sur la domestique africaine des Delamarre, Amalia Ciffé. Une haine immense semble exister entre elle et Madame Delamarre. Que peut-elle bien masquer? C'est ce que les Femmes de loi vont tenter de comprendre…

## Épisode 3:Protection rapprochée
- Scénariste(s) : Francis Nief, Jean-Claude Schineizer, Céline & Martin Guyot
- Réalisateur(s) : Denis Malleval
- Diffusion(s) : 
  -  France : 5 janvier 2004
- Le début :

Irène Jarnowski, proche collègue et amie d'Elisabeth Brochène, est renversée par un véhicule dans un parking en sortant de chez elle. Persuadée qu'il ne s'agit pas d'un accident mais d'une tentative assassinat, Elisabeth récupère le dossier Vérone, sur lequel celle-ci travaillait. Cascadeur émérite et chef de clan intraitable, Vérone est accusé d'avoir tué son associé au cours d'une bagarre qui a mal tourné. Le procureur général place Elisabeth sous protection rapprochée, certain qu'elle court un grand risque pour sa propre vie tandis que l'enquête se poursuit au sein du clan Vérone…

## Épisode 4:Mortelle orpheline
- Scénariste(s) : Céline & Martin Guyot
- Réalisateur(s) : Denis Malleval
- Diffusion(s) : 
  -  France : 22 mars 2004
- Le début :

Le docteur Illian Hirsch, chercheur vedette du laboratoire Genel, est retrouvé assassiné dans le laboratoire où il travaillait. Les soupçons du procureur Brochène et du lieutenant Balaguère s'orientent très vite vers la piste des militants anti-vivisection, le laboratoire faisant des analyses sur des animaux, sans négliger pour autant l'hypothèse d'une action d'un laboratoire concurrent qui aurait pu vouloir contrer les avancées de Genel sur le GN 136, une molécule révolutionnaire censée lutter activement contre le vieillissement de la peau. Bizarrement, toutes les notes du médecin ont mystérieusement disparu…